# Waverly (Pennsylvanie)
Waverly est une census-designated place située dans le comté de Lackawanna, dans l’État de Pennsylvanie, aux États-Unis. Lors du recensement de 2020, elle compte 643 habitants.